# Vierschach
Vierschach (Italiaans: Versciaco) is een plaats (frazione) in de Italiaanse gemeente Innichen.

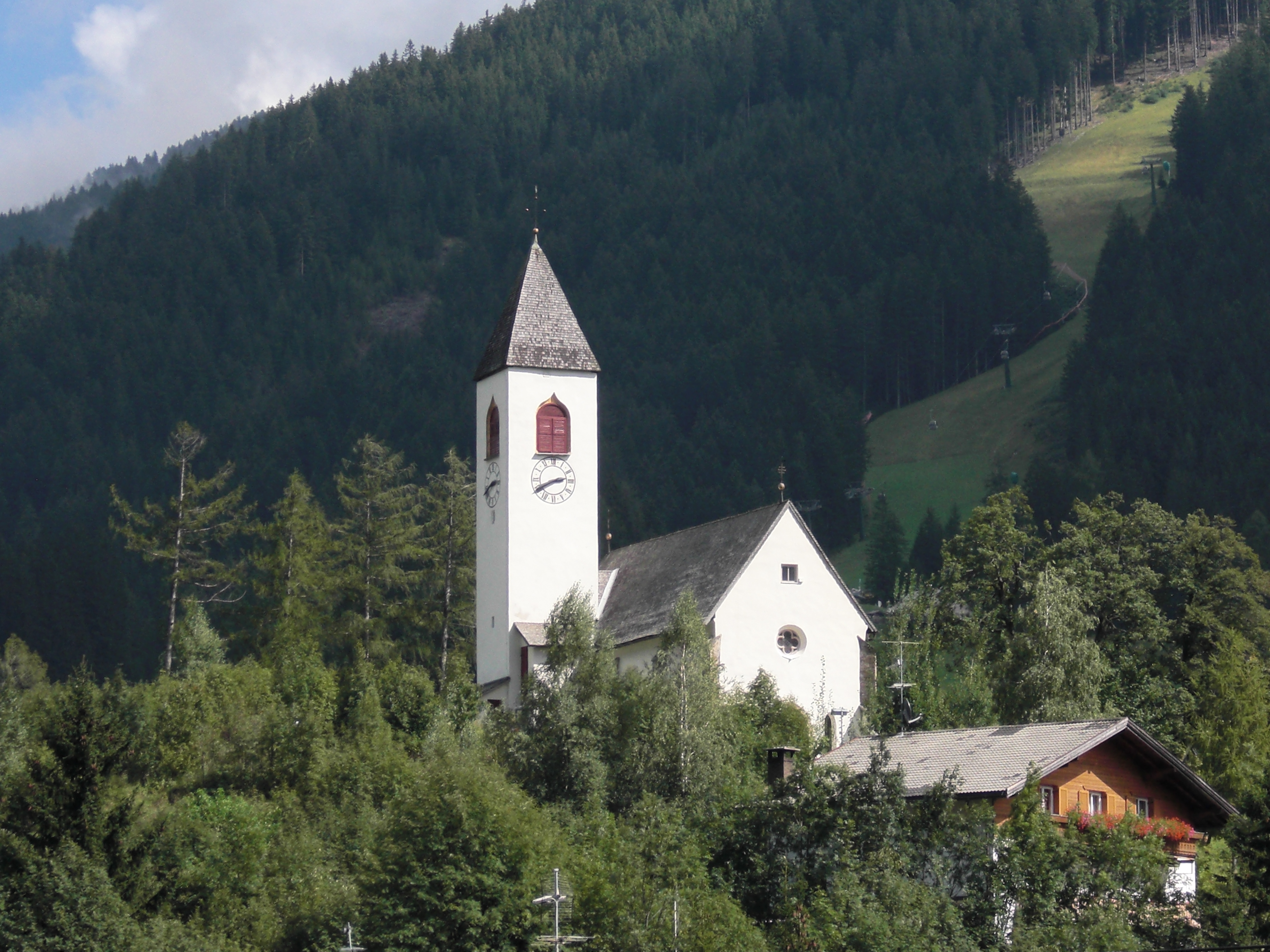
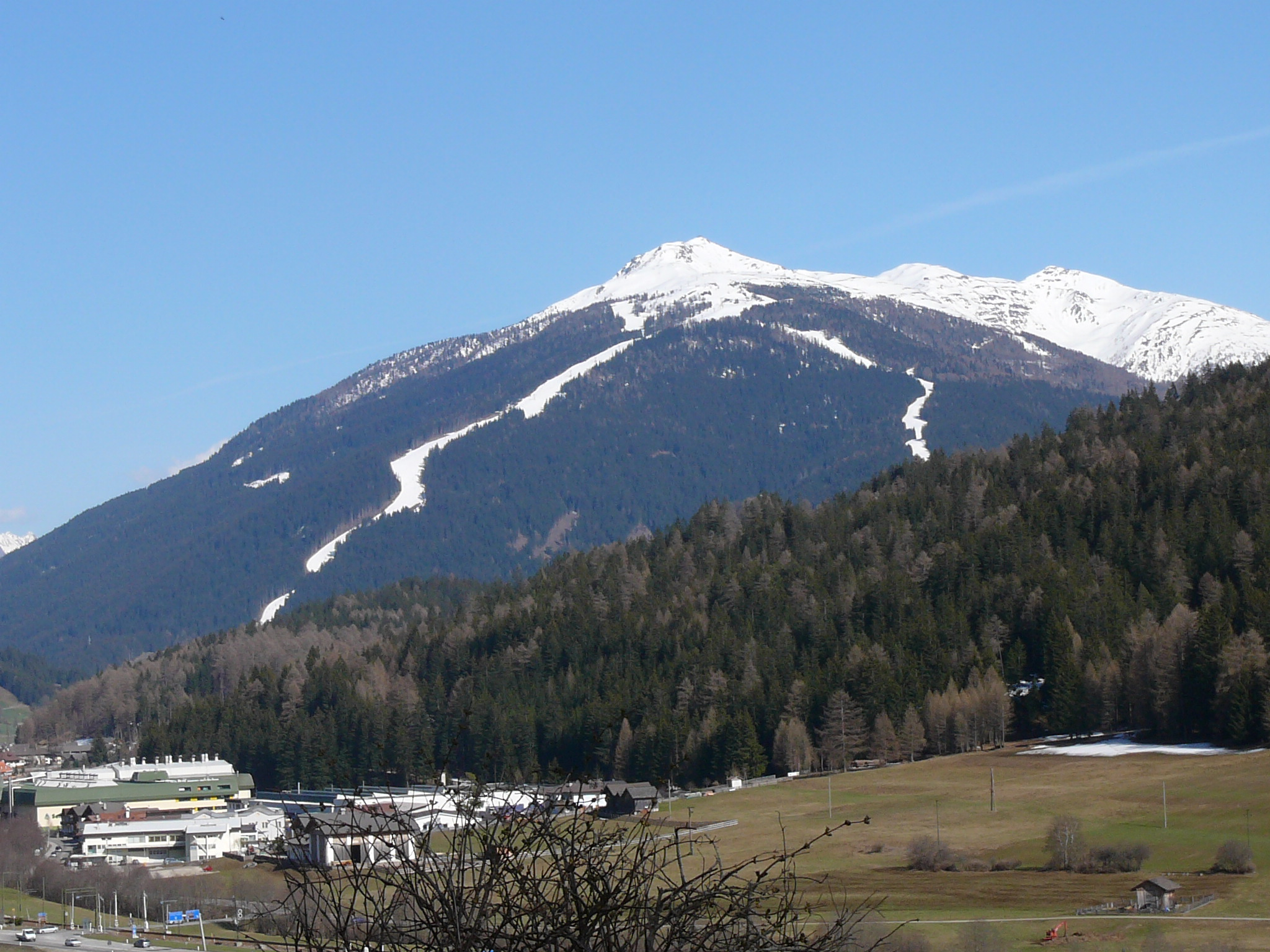
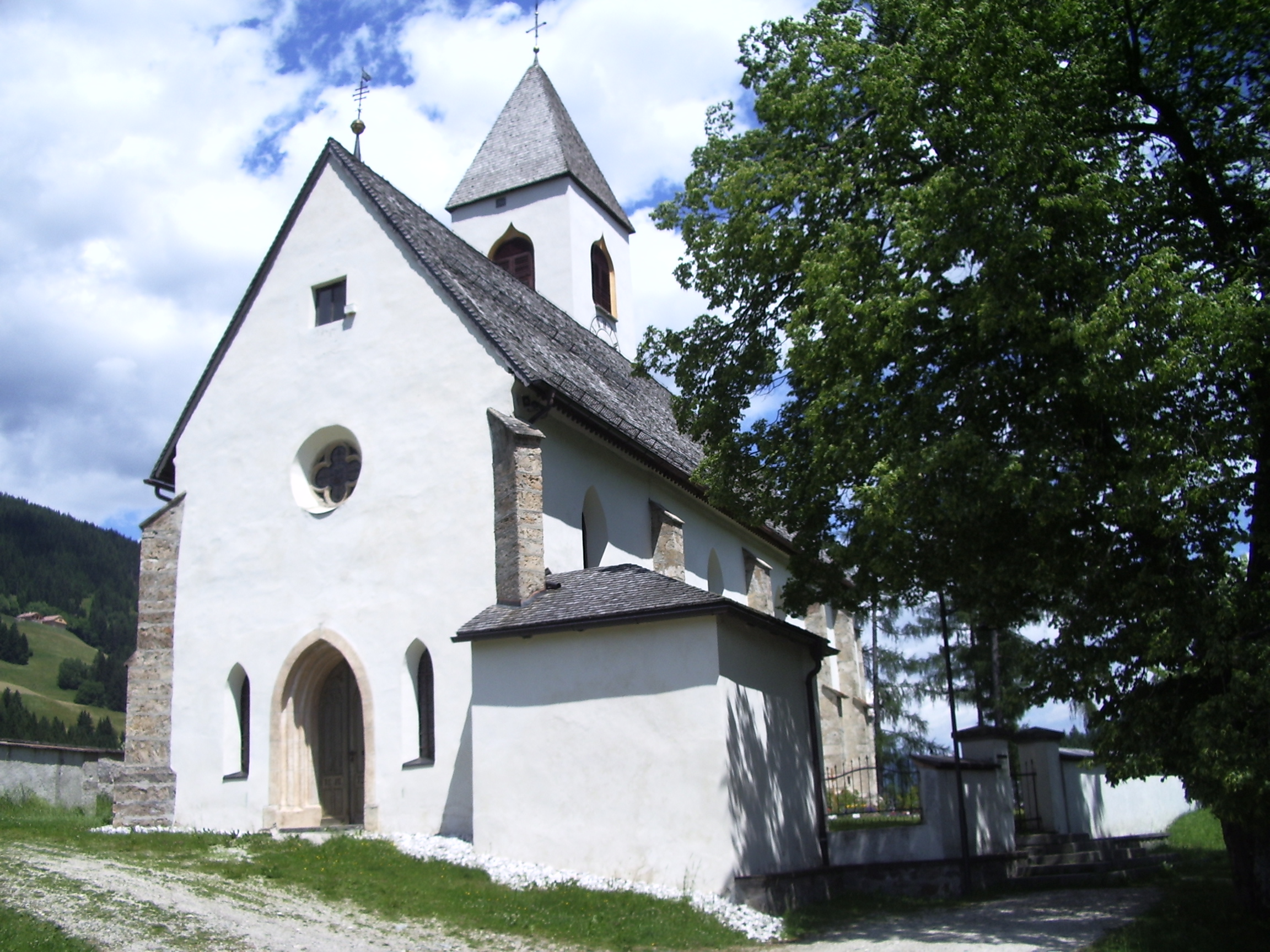